# 方駿宇
方駿宇（英語：Adderly Fong Cheun-Yue，1990年3月2日—）是香港首位一級方程式F1實習車手，出生於加拿大溫哥華，於1997年返回香港，並於2004年正式接觸賽車運動而成為職業賽車手。方駿宇賽車生涯從雷諾方程式2.0開始，之前並未接觸過任何卡丁車。目前為香港首位及唯一一位獲得FIA超级驾驶执照及成為F1實習車手的香港車手，曾被喻為「香港最年輕的方程式賽車手」。

## 發跡
方駿宇自小就喜歡車，小時候自己獨自可以組裝一台遙控模型車，也喜歡研究機械，與汽車結下了不解之緣。但說起賽車，那也才是幾年前的事情，方駿宇15歲那一年跟著父親前往珠海國際賽車場參加了保時捷所舉辦的活動日（Track Day），第一次到賽車場參觀小子相當的興奮，好像找到了自己的世界似的，方駿宇特別注意到了方程式賽車，對其機械結構感到極大的興趣。方的父親深知孩子喜歡方程式賽車，還特別找了寶馬方程式讓他去參與獎學金選拔賽，不料卻因年紀未滿而無法參與。之後在特別的安排之下方駿宇終於可以在珠海國際賽車場進行學習與訓練，他進步的速度很難讓人想像這孩子之前根本沒有駕駛過任何賽車，甚至卡丁車。

## 出賽
2006年，年僅16歲的方駿宇正式參與了中國雷諾方程式挑戰賽，這一年方駿宇
以學習為主，在賽季當中表現出色，一度上升至第六位。這一年他的排名為年度第八位。在一次偶然的機會之下，他被車隊選上參與亞洲V6方程式錦標賽，此為目前亞洲最高等級的方程式比賽，許多歐洲高級方程式車手都在競爭行列中，面對強大的競爭方駿宇的表現卻十分冷靜，精彩的防守住後方攻勢拿下季軍。這樣亮麗的成績立即讓凱飛車隊簽下他成為全世界最年輕的V6方程式車手。

### 亞洲V6方程式
2007年對於方駿宇來說是相當堅辛的一年，除了比賽以外課業也成為一個嚴竣的挑戰，這一年他參與了馬來西亞、印尼、成都、日本與珠海的六場大賽。賽季一開始他在馬來西亞發生嚴重的事故，車輛幾乎全毀，在這一個事故中方駿宇對於賽車有更深一步的體認，接下來的比賽他穩紮穩打，不斷取得積分。最後終於在他的主場－珠海再度打敗眾多車手拿下亞軍。這樣逐漸進步的成績讓人很難想像這只是這位香港小子參與方程式比賽的第二年。

### 德國三級方程式
2008年歐洲著名車隊Performance Racing在培養了程叢夫晉升A1中國隊後，選中了方駿宇做為2008年德國三級方程式大賽的正式車手，並於德國、英國、荷蘭等第進行9場一共18回合的比賽。此時方駿宇正面臨了大學考試，最近他只能選擇放棄三場比賽，在回到賽場之後他漸入佳境，一度在新手組拿下第五位的成績，最後他以新手總排名第13位完成了在歐洲第一年的比賽。次年,方駿宇繼續在德國三級方程式錦標賽中奮鬥，經過了一年的堅辛戰鬥，最後以第16位作收，結束了在歐洲第二年的比賽。

### A1GP
由於方駿宇在歐洲表現極佳，於2009年1月正式被A1GP中國國家隊選中為新秀車手（Rookie Driver）並於紐西蘭站正式亮相。

### 英國三級方程式
2010年方駿宇加入了一隻全新的Sino Vision Racing (中車隊)

### GP3
GP3系列赛2013揭幕战于5月10-12日在加泰罗尼亚赛道（Catalunya）举行，是F1西班牙大奖赛的辅助赛事。香港赛车手方骏宇在自己的GP3首演中，在自由练习中做出全场第5快成绩，排位赛成绩第19名，第一回合第23名，第二回合11名，位列积分榜第14名（共有27名参赛车手）。2013赛季第二站于6月15-16日在西班牙巴伦西亚的Ricardo Tormo赛道举行。方骏宇在自由练习中做出全场第12快成绩，排位赛成绩第16名。但在第一场比赛，他在第一圈的第二弯因为碰撞而退赛。第二场比赛在三小时后举行，因赛车传动系统故障，方骏宇错过第二场比赛。

### 奧迪R8 LMS盃
在奧迪R8 LMS盃全年最後一站獲得第三名的方駿宇，總分力壓馬來西亞前F1車手熊龍，奪得專業組全年總冠軍。

### 2014年一級方程式賽車測試
方駿宇於10月22日至西班牙里卡多·托爾莫賽道（Circuit Ricardo Tormo）測試索伯車隊的索伯C31賽車，總共行駛99圈，這是他首度參加一級方程式賽車測試。他在11月21日參加了2014年賽季於阿布達比收官站的第一階段測試，他和法國車手埃斯特萬·奧孔（Esteban Ocon）代替蓮花車隊的兩位車手登場，是第一位亮相F1的香港車手。

### 2015年一級方程式賽車
2015年3月蓮花F1車隊宣布方駿宇成為 Lotus F1 Team的實習車手(Development Driver)，亦成為香港第一人。2015年12月2日，方駿宇代表索伯車隊在阿布扎比完成全新F1輪胎測試任務，他駕駛C34戰車在亞斯碼頭賽道駕駛57個圈、超過300公里，可續領其國際汽聯「超級駕駛執照」。

### 2016年
2016年11月20日，方駿宇在極多意外的澳門GT世界盃，一直保持在前列位置，並避開連串意外，總成績排第4，於15名獨立車手當中排第1位，成為非廠車車手當中的世界冠軍。

## 個人網站
- 方駿宇個人網站
- 方駿宇的新浪微博